# Nemichthys scolopaceus
La tijera esbelta, (Nemichthys scolopaceus), es un pez, que alcanza 1.5 m de largo (5 pies). Posee un pico parecido al de las aves, cubierto de pequeños y afilados dientes, que utiliza para cazar gambas y otros crustáceos. Tiene una esperanza de vida de diez años.

## Hábitat y clima
Su clima es el tropical y su hábitat natural son los mares templados.

## Localización
Vive al oeste del océano Atlántico; en Nueva Escocia (Canadá) y en el norte del golfo de México hasta Brasil. En el este del océano Atlántico; de España a Sudáfrica, incluyendo el oeste del Mediterráneo. También se ha visto en Islandia y en el Pacífico, como Japón, Alaska y Chile incluyendo el golfo de California.